# Episinus meruensis
Episinus meruensis är en spindelart som beskrevs av Albert Tullgren 1910. Episinus meruensis ingår i släktet Episinus och familjen klotspindlar.
Artens utbredningsområde är Tanzania. Inga underarter finns listade i Catalogue of Life.